# Аравийская пустыня
Арави́йская пусты́ня (араб. الصحراء الشرقية‎) — пустыня в Африке (Египет), северо-восточная часть Сахары. Расположена между долиной Нила и Красным морем; на юге (22° с. ш.) переходит в Нубийскую пустыню. Иногда под Аравийской пустыней понимают комплекс пустынных регионов Аравийского полуострова.

## Рельеф и климат
В рельефе преобладают плато (средняя высота около 500 м). С востока Аравийская пустыня окружена горной цепью. Группа вершин Шаиб аль-Банат состоит из четырех гор наивысшие точки которой:
- гора Шаиб-эль-Банат (2187 м)
- гора Каттар (1963 м)
- гора Гариб (1757 м)
- гора Абу Духан (1705 м)

Обширные пространства Аравийской пустыни заняты движущимися барханами, песчаными массивами, а в центральной её части наблюдаются выходы коренных пород. Большая часть территории абсолютно необитаема из-за частых песчаных и пыльных бурь, а также сильных ветров, малого количества осадков, высоких температур с обычными для пустынь большими суточными амплитудами.

## Галерея

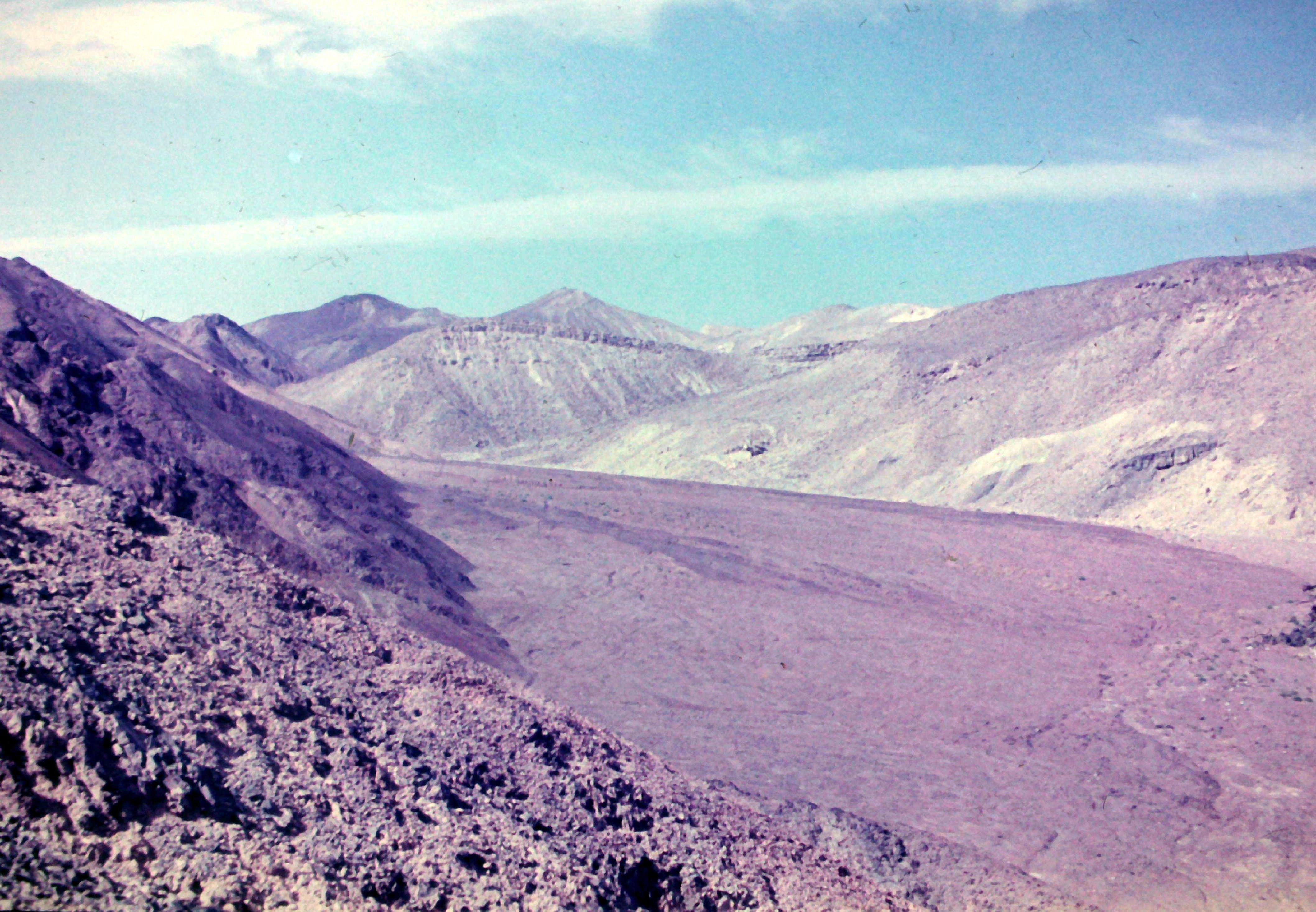
Вид на пустыню
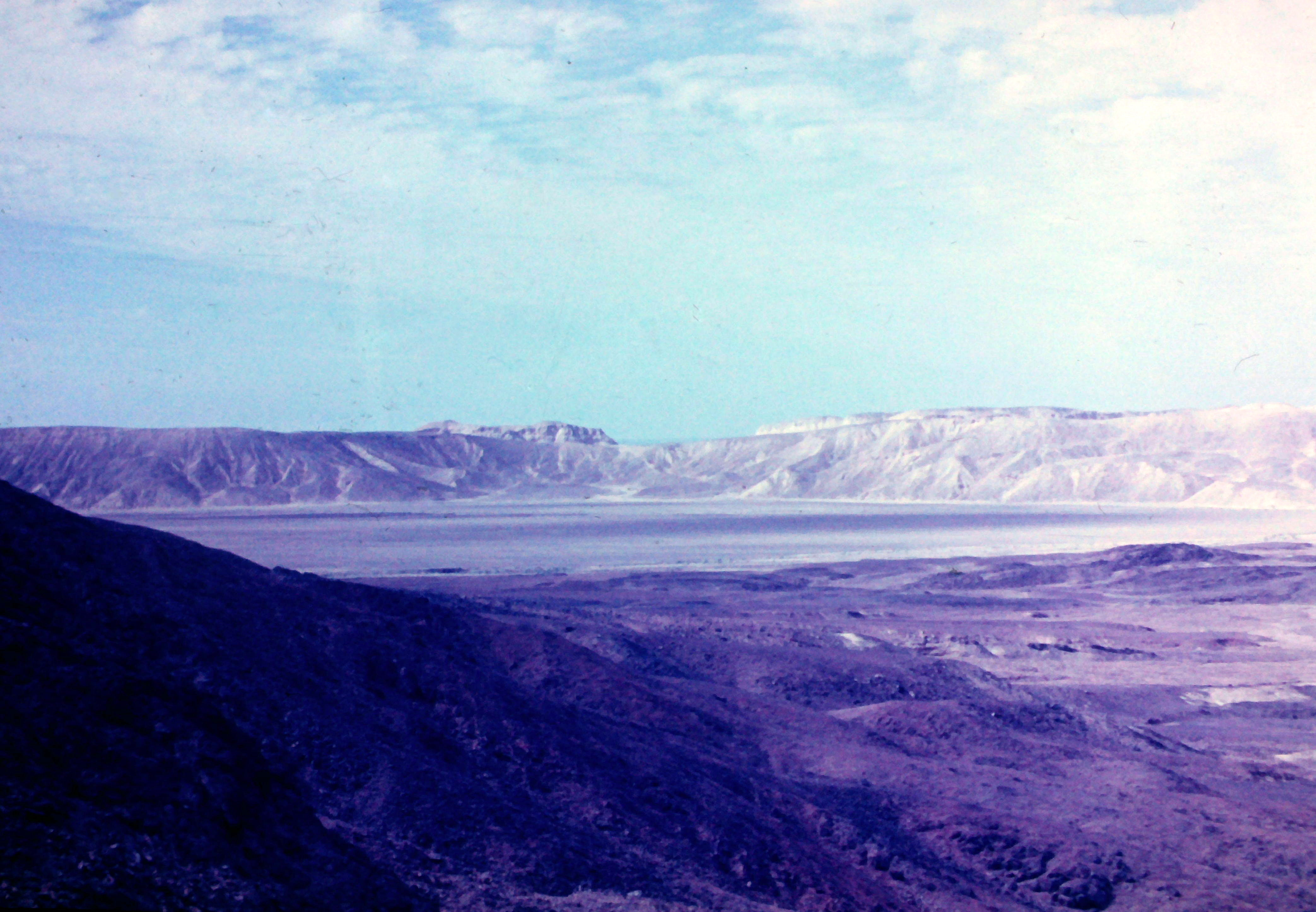
Пейзаж напоминающий лунный кратер